# گارد ملی قبرس
گارد ملی قبرس (یونانی: Εθνική Φρουρά) مجموعه نیروهای مسلح قبرس است، که از ارتش قبرس، نیروی هوایی قبرس و نیروی دریایی قبرس تشکیل می‌شود. گارد ملی قبرس در سال ۱۹۶۴ تأسیس شد.